# Capu Piscului (Merișani), Argeș
Capu Piscului este un sat în comuna Merișani din județul Argeș, Muntenia, România.